# A咖赢家
《Family Feud A咖赢家》是由弗里曼特尔公司所制作的美國游戏节目《家庭問答》的马来西亚中文版，由Astro购入版权制作，Astro AEC播出，林德荣主持。